# Stockholm läser

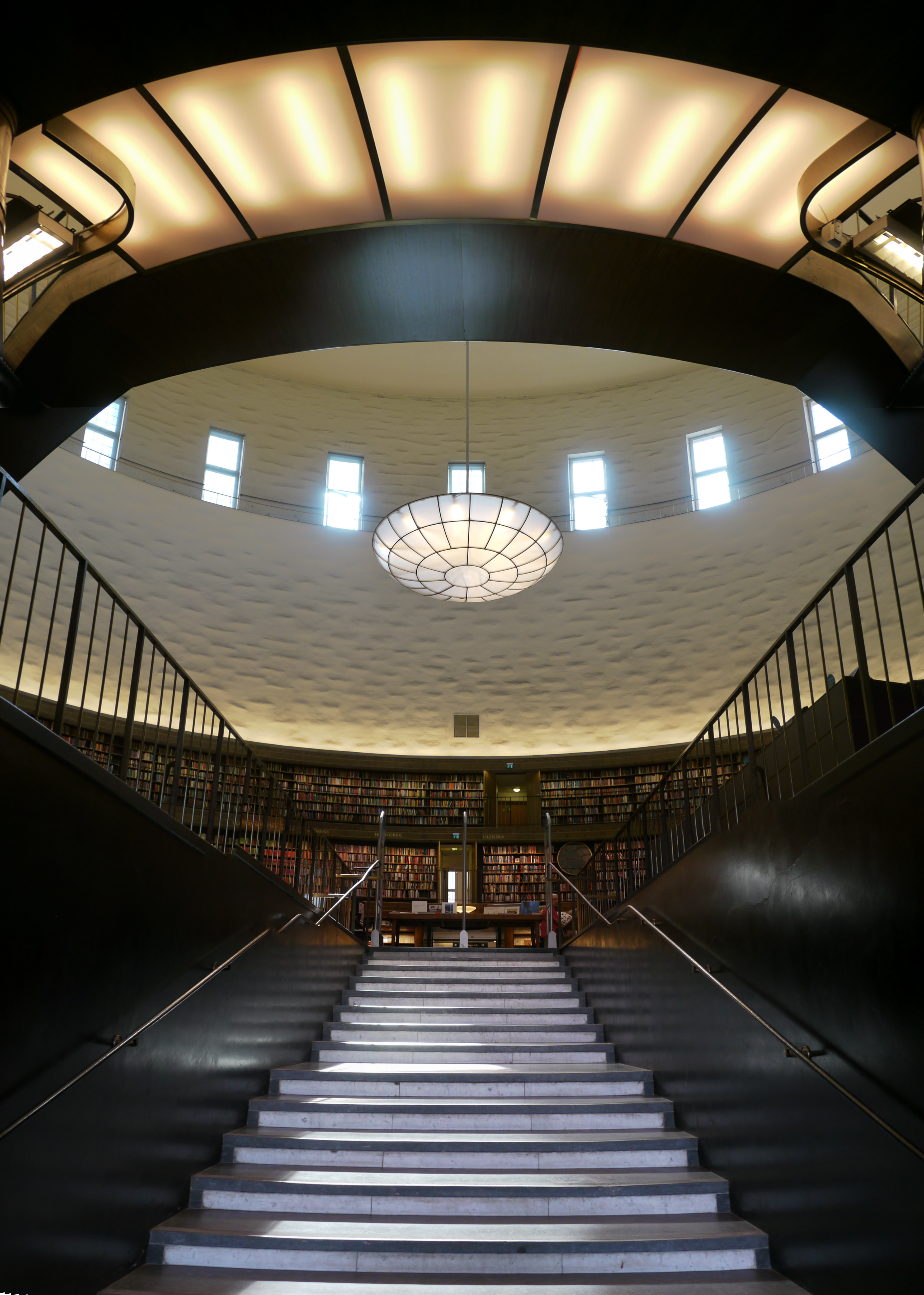
I entrén till Stockholms stadsbibliotek högläser bibliotekarier 2022 års "Stockholm läser"-bok Huset vid Flon av Kjell Johansson.

Stockholm läser är ett litteraturprojekt som startades 2002 av författaren Helena Sigander.
Hon drev projektet 2002-2008. 2011 tog Författarcentrum Öst och Stockholms stadsbibliotek över projektet. Idén till detta projekt kommer från USA, där liknande läsprojekt drivits i olika städer.
Varje år utser en jury en viss bok, som det är tänkt att stockholmarna ska kunna läsa och samtala om, och att bokcirklar och andra evenemang kring detta skapas. Exempelvis kan man komma och lyssna på högläsning av den utvalda boken på Stadsbiblioteket i Stockholm. 

## Böcker
- 2002 — Doktor Glas av Hjalmar Söderberg
- 2003 — Mina drömmars stad av Per Anders Fogelström
- 2004 — Änglarnas stad av Heidi von Born
- 2005 — Ett öga rött av Jonas Hassen Khemiri
- 2006 — De i utkanten älskande av Johanna Nilsson
- 2007 — I skuggan av ett brott av Helena Henschen
- 2008 — Tackar som frågar av Jennie Dielemans
- 2011 — Norrtullsligan av Elin Wägner
- 2012 — En dåres försvarstal av August Strindberg
- 2013 — Var det bra så? av Lena Andersson
- 2014 — Barnens ö av P C Jersild
- 2015 — Kungsgatan av Ivar Lo-Johansson
- 2016 — Det hemliga namnet av Inger Edelfeldt
- 2017 — Sodomsäpplet av Bengt Martin
- 2018 — Grupp Krilon av Eyvind Johnson
- 2019 — För Lydia av Gun-Britt Sundström
- 2020 — Den högsta kasten av Carina Rydberg
- 2021 — Janne, min vän av Peter Pohl
- 2022 — Huset vid Flon av Kjell Johansson
- 2023 – Till vår ära av Alejandro Leiva Wenger
- 2024 – Alltings början av Karolina Ramqvist
- 2025 – Beckomberga - ode till min familj av Sara Stridsberg